# Мигел Ариас Канете
Мигел Ариас Канете (на испански: Miguel Arias Cañete) е испански политик от Народната партия.

## Биография
Роден е на 24 февруари 1950 година в Мадрид в благородническо семейство. През 1974 година завършва право в Мадридския университет „Комплутенсе“.
След дипломирането си работи в данъчната администрация и преподава в Кадиския университет.
През 1982 година е избран в парламента на Андалусия, през 1986 година – в Европейския парламент, през 1993 година – в Сената. През 2011 – 2014 година е министър на земеделието, храните и околната среда в кабинета на Мариано Рахой.
През 2014 година Мигел Ариас Канете става еврокомисар за климата и енергетиката в Комисията „Юнкер“.